# Episodi di Minami-ke
Questo è l'elenco degli episodi di Minami-ke, serie televisiva anime prodotta dallo studio Dōmu e trasmessa in Giappone nel 2007 su TV Tokyo. In totale la serie consta di tredici episodi, trasmessi dal 7 ottobre 2007 al 30 dicembre 2007. Una seconda stagione, intitolata Minami-ke: Okawari, è stata prodotta dallo studio Asread e trasmessa nel 2008 sempre su TV Tokyo. In totale la serie consta di tredici episodi, trasmessi dal 6 gennaio al 30 marzo 2008.

## Minami-ke
| Nº | Titolo italiano Giapponese 「Kanji」 - Rōmaji                                 | In onda          | In onda |
| Nº | Titolo italiano Giapponese 「Kanji」 - Rōmaji                                 | Giapponese       |         |
| 1  | Le tre sorelle Minami-san 「南さんちの三姉妹」 - Minami Sanchi no Sanshimai   | 7 ottobre 2007   |         |
| 2  | Strana scuola 「おかしな学校」 - Okashina Gakkō                               | 14 ottobre 2007  |         |
| 3  | Il ritorno del banchō calciatore 「球蹴り番長再び」 - Tamakeribanchō Futatabi | 21 ottobre 2007  |         |
| 4  | Modello d'amore 「恋もよう」 - Koimoyō                                        | 28 ottobre 2007  |         |
| 5  | Andiamo al mare 「海に行こうよ」 - Umi ni Ikōyo                               | 4 novembre 2007  |         |
| 6  | La nascita di Mako-chan 「マコちゃん誕生」 - Mako-chan Tanjō                  | 11 novembre 2007 |         |
| 7  | Le varie facce 「いろいろな顔」 - Iroiro na Kao                               | 18 novembre 2007 |         |
| 8  | Hosaka 「ほさか」 - Hosaka                                                    | 25 novembre 2007 |         |
| 9  | Le tre sorelle meteorologiche 「三姉妹日和」 - Sanshimai Biyori               | 2 dicembre 2007  |         |
| 10 | Ragazzo×Ragazza 「おとこのこ×おんなのこ」 - Otoko no Ko × Onna no Ko          | 9 dicembre 2007  |         |
| 11 | I Minami-san vicini 「となりの南さん」 - Tonari no Minami-san                 | 16 dicembre 2007 |         |
| 12 | Natale e la vigilia 「クリスマスとかイブとか」 - Kurisumasu toka Ibu toka     | 23 dicembre 2007 |         |
| 13 | Vano amore 「恋のからまわり」 - Koi no Karamawari                             | 30 dicembre 2007 |         |